# 地球科学科
地球科学科（ちきゅうかがっか）は、大学の学科の一つ。日本においては、多くが理学部に設置される。

## 概要
地球科学の教育、研究がされる学科である。かつては地質学、鉱物学、岩石学、古生物学といった分野の研究を行う地学科や地質学科と、地震学や気象学の研究を行う地球物理学科に分かれていた。近年ではこれらに加え、天文学や人文地理学、その他災害や環境問題に対応するため周辺の学問をカリキュラムに取り入れ、特色あるプログラムを組む大学が多くなった。また、それに伴って学科の名称を変更する動きがあり、現在は地球惑星科学科や地球環境科学科などが多い。

## 地球科学科、その他類する学科のある大学

### 国立
北海道・東北
- 北海道大学理学部（地球惑星科学科）
- 弘前大学理工学部（地球環境防災学科）
- 東北大学理学部（宇宙地球物理学科-地球物理学コース、地圏環境科学科、地球惑星物質科学科）
- 秋田大学総合環境理工学部（環境数物科学科 数理科学・地球環境学コース、旧国際資源学部-資源地球科学コース他）
- 山形大学理学部（理学科 地球科学コースカリキュラム）
- 福島大学理工学群（共生システム理工学類 地球環境コース）

関東
- 茨城大学理学部（理学科 地球環境科学コース）
- 筑波大学生命環境学群（地球学類）
- 千葉大学理学部（地球科学科）
- 東京大学理学部（地球惑星環境学科、地球惑星物理学科)
- 東京科学大学理学院（地球惑星科学系）
- 横浜国立大学都市科学部（環境リスク共生学科）

中部
- 新潟大学理学部（理学科-地質科学プログラム・自然環境科学プログラム・フィールド科学人材育成プログラム）
- 富山大学都市デザイン学部（地球システム科学科）
- 金沢大学理工学域（地球社会基盤学類-地球惑星科学コース）
- 信州大学理学部（理学科-地球学コース）
- 静岡大学理学部（地球科学科）
- 名古屋大学理学部（地球惑星科学科）

近畿
- 三重大学生物資源学部（共生環境学科-地球環境学教育コース）
- 京都大学理学部（理学科 地球惑星科学系）
- 神戸大学理学部（惑星学科）

中国・四国
- 島根大学総合理工学部（総合理工学科 自然環境・住環境分野＜地球資源環境⼈材養成履修モデルを用意、旧地球科学科＞）
- 岡山大学理学部（地球科学科）
- 広島大学理学部（地球惑星システム学科）
- 山口大学理学部（地球圏システム科学科）
- 徳島大学理工学部（理工学科 自然科学コース、旧応用理数コース-自然科学系）
- 愛媛大学理学部（理学科 地学コース）
- 高知大学理工学部（地球環境防災学科、旧理学部理学科 地球科学コース）

九州
- 九州大学理学部（地球惑星科学科）
- 熊本大学理学部（理学科-地球環境科学コース）
- 大分大学理工学部（共創理工学科-自然科学コース）
- 鹿児島大学理学部（理学科-地球科学プログラム）
- 琉球大学理学部（物質地球科学科-地球環境系）

### 公立
- 東京都立大学都市環境学部（地理環境学科）
- 大阪公立大学理学部（地球学科）

### 私立
- 立正大学地球環境科学部（環境システム学科）
- 東邦大学理学部（生命環境科学科-地球科学コース）
- 早稲田大学教育学部（理学科-地球科学専修）
- 日本大学文理学部（地球科学科）
- 国士舘大学理工学部（理工学科-基礎理学系）
- 東京都市大学理工学部（自然科学科）
- 桜美林大学リベラルアーツ学群（地球科学専攻プログラム）
- 神奈川大学理学部（理学科-地球環境科学コース）
- 京都産業大学理学部（宇宙物理・気象学科）
- 大阪工業大学情報科学部（ネットワークデザイン学科-地球科学環境研究室）
- 岡山理科大学生物地球学部（生物地球学科）
- 福岡大学理学部（地球圏科学科）